# 井箟重慶
井箟重慶（日语：／ Inō Shigeyoshi，1935年3月15日—）是一名日本企業家，曾擔任歐力士藍浪（現為歐力士猛牛）的球隊特別顧問、顧問及代表，並且是關西國際大學的名譽教授。

## 生平
井箟出生於岐阜縣瑞浪市，畢業於上智大學外國語學部。1959年進入丸善石油（現為科斯莫石油公司）工作，歷任美國丸善石油及美國科斯莫石油副社長。在工作的同時，他擔任了上智大學硬式棒球隊的教練，之後也參與了丸善石油棒球隊（位於松山市，現已解散）的運營，並曾負責招募古賀正明等球員。
1989年，他透過公開招募進入歐力士隊，擔任球團常務董事。
1990年至2000年，他擔任球團代表，致力於球團經營，包括將球隊主場從西宮遷至神戶。球隊在1991年至1993年間連續三年獲得聯盟第三名，於是他向球隊老闆宮內義彥建議更換總教練，並推薦了仰木彬。在仰木彬於1994年上任後，球隊於1995年奪得聯盟冠軍，並於1996年獲得聯盟冠軍及日本大賽冠軍。1998年，他在選秀會上指名當時志願加入福岡大榮鷹（現為福岡軟銀鷹）的新垣渚，但最終未能成功簽約。此事件引發爭議，負責該次選秀的球探三輪田勝利最終選擇自殺。在記者會上，井箟發表「我不認為球團應負責」的言論，因而遭到強烈批評。他在著作中回憶道，當時其他球探都強烈反對指名新垣，認為他極有可能加盟大榮隊，但他基於成功招募平井正史的經驗，認為透過談判仍有機會，遂堅持指名。
2001年至2002年，他擔任球團顧問。2002年，他成為關西國際大學教授，現為名譽教授。2005年7月，他擔任四國島聯盟顧問。2007年6月，他回任歐力士隊顧問，並擔任該職務至2011年。